# Шанибов, Муса Магомедович
Муса (Юрий) Магомедович Шанибов (29 декабря 1936, Старая Крепость, Кабардино-Балкарская АССР — 28 апреля 2020, Абхазия) — политик, учёный, президент Конфедерации народов Кавказа (КНК).

## Биография
Выпускник юридического факультета Ростовского государственного университета, кандидат философских наук. Был доцентом кафедры политологии Кабардино-Балкарского университета. Занимал пост второго секретаря ЦК комсомола Кабардино-Балкарии. Руководил лабораторией по межрелигиозным и межэтническим конфликтам.
В августе 1989 года возглавил Ассоциацию горских народов Кавказа. В ноябре 1991 года стал президентом Конфедерации народов Кавказа. В 1992 году стал первым заместителем председателя Конгресса кабардинского народа. В сентябре того же года его арестовали за разжигание межнациональной розни. Арест вызвал в Кабардино-Балкарии массовые беспорядки. 1 октября был отпущен из-под стражи, после чего переехал в Абхазию.
Был инициатором создания штаба КНК в Гудауте для оказания помощи Абхазии.
Биография Шанибова послужила отправной точкой для монографии исторического социолога Георгия Дерлугьяна «Адепт Бурдье на Кавказе: Эскизы к биографии в миросистемной перспективе» (University of Chicago Press, 2005)
Умер 28 апреля 2020 года в Абхазии от COVID-19.